# 日爾基夫卡
49°17′2″N 34°49′49″E / 49.28389°N 34.83028°E
日爾基夫卡（烏克蘭語：Жирківка），是烏克蘭中部的村莊，隸屬波爾塔瓦州的波爾塔瓦區。該村距離柳比米夫卡1.5公里，面積1.31平方公里，海拔高度101米，2001年人口218。